# Паризький конгрес

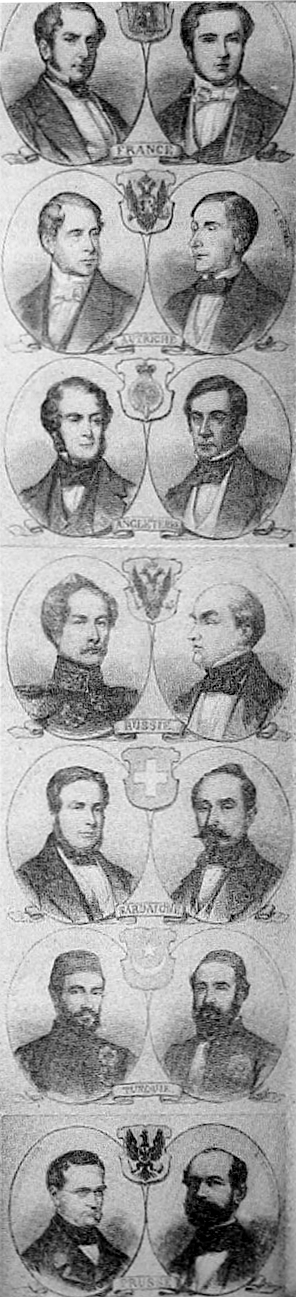
Учасники Паризького конгресу

Паризький конгрес відкрився 13 (25) лютого 1856 року в столиці Франції. У ньому брали участь Росія, Франція, Англія, Австрія і Сардинія. Пізніше до них приєдналася Туреччина. Головував на засіданнях французький міністр закордонних справ, двоюрідний брат Наполеона III граф А. Валевський. Росія була представлена першим уповноваженим графом О.Ф.Орловим і другим — Ф.І.Бруновим, що довго служив російським послом в Лондоні. Англія була представлена лордами Кларендоном і Каулі. Австрія — Буолем, Сардинське королівство — Кавуром.
Основними супротивниками Росії в Парижі стали Англія і Австрія. Що стосується Франції, то вона з багатьох питань підтримувала російську делегацію, ставлячись до союзу з Англією досить формально. Наполеон III справедливо вважав, що його країна і так вже отримала багато від війни (від переважання в Туреччині до «реваншу» за 1814 рік). Більш того, під час конгресу намітилося потеплення відносин між колишніми ворогами. Наполеон III підтвердив в бесіді з Орловим, що відтепер не бачить ніяких корінних суперечностей, які могли б перешкодити зближенню Росії і Франції.
Англія, що спочатку взагалі не бажала такого швидкого миру, тепер відверто прагнула до ослаблення Росії в басейні Чорного моря, до підриву її позицій на Кавказі, наполягала на демілітаризації Аландських островів. За підтримки австрійців англійці вимагали навіть повного зриття російських укріплень по чорноморському узбережжі, проте, завдяки 
підтримці Наполеона III, Орлов в цьому питанні переміг.
Австрія вимагала відторгнення від Росії всієї Бессарабії і розраховувала на приєднання до своїх володінь Дунайських князівств. Колишні союзники, проте, ніяк не підтримали Дунайську імперію, і австрійці пішли з конгресу, не отримавши ніякої сплати за свій ультиматум від 2 грудня 1855 року, що назавжди зіпсував відносини з Росією.
Туреччина на конгресі була вимушена погоджуватися з союзниками навіть, коли їхня думка явно розходилася з її інтересами. Особливо (але без якихось серйозних наслідків) на конгресі розглядалося питання про необхідність майбутнього політичного об'єднання Дунайських князівств.
У результаті 18 (30) березня 1856 року був підписаний Паризький мирний договір 1856 р., який підбив підсумки Кримської війни. До 1871 року цей договір визначав зовнішню політику європейських держав. Він і став закінченням Паризького конгресу 1856 року.

## Дивись також
- Паризький мирний договір 1856
- Варшавська угода